# Agents of Fortune
Agents of Fortune – czwarty album studyjny zespołu Blue Öyster Cult z maja 1976. Zawiera hit (Don’t Fear) The Reaper autorstwa gitarzysty Donalda "Buck Dharma" Roesera. Piosenka ta zajęła 12. miejsce na amerykańskiej liście przebojów. W 1992 "Agents of Fortune" uzyskał status platynowej płyty. Nagrania dotarły do 29. miejsca listy Billboard 200 w USA.

## Lista utworów
Strona A
1. "This Ain't the Summer of Love" (Albert Bouchard, Murray Krugman, Don Waller) – 2:20
2. "True Confessions" (Allen Lanier) – 2:57
3. "(Don’t Fear) The Reaper" (Donald Roeser) – 5:09
4. "E.T.I. (Extra Terrestrial Intelligence)" (Sandy Pearlman, Roeser) – 3:42
5. "The Revenge of Vera Gemini" (feat. Patti Smith) (A. Bouchard, Patti Smith) – 3:53

Strona B
1. "Sinful Love" (A. Bouchard, Helen Robbins) – 3:29
2. "Tattoo Vampire" (A. Bouchard, Helen Robbins) – 2:41
3. "Morning Final" (Joe Bouchard) – 4:30
4. "Tenderloin" (Lanier) – 3:40
5. "Debbie Denise" (A. Bouchard, Patti Smith) – 4:13

### Utwory dodatkowe z 2001 roku
1. "Fire of Unknown Origin" (Original Version) (Eric Bloom, A. Bouchard, J. Bouchard, Roeser, Patti Smith) - 3:30
2. "Sally" (Demo Version) (A. Bouchard) - 2:40
3. "(Don't Fear) The Reaper" (Demo Version) (Roeser) - 6:20
4. "Dance The Night Away" (Demo Version) (Jim Carroll, Lanier) - 2:37

## Twórcy
- Eric Bloom - gitara rytmiczna, instrumenty klawiszowe, wokal
- Donald "Buck Dharma" Roeser - gitara prowadząca, wokal
- Albert Bouchard - perkusja, wokal
- Joe Bouchard - gitara basowa, wokal
- Allen Lanier - instrumenty klawiszowe, gitara rytmiczna, wokal

### Certyfikat
| Rok  | Album             | Certyfikat |
| ---- | ----------------- | ---------- |
| 1992 | Agents of Fortune | Platynowa  |